# Matěj Ondřej Havel
Matěj Ondřej Havel (* 12. února 1987 Hradec Králové) je český pedagog, politik, historik, hudebník a skaut. V letech 2018 až 2024 byl ředitelem Gymnázia J. K. Tyla v Hradci Králové, od října 2021 je poslancem Poslanecké sněmovny PČR, od roku 2023 místopředsedou TOP 09 a od září 2024 je také zastupitelem Královéhradeckého kraje.

## Život
Matěj Havel se narodil v Hradci Králové, rodiči jsou lékař a farmaceutka, má čtyři sourozence. Vyrůstal v centru města, v současnosti žije na Slezském Předměstí. Je ženatý, s manželkou mají čtyři děti.
Celý život se věnuje skautingu, zejména jako instruktor připravující nové skautské vůdce (lesní škola Stříbrná řeka). Je činný jako varhaník a člen farní rady ve farnosti Hradec Králové – Pouchov.

### Vzdělání
Navštěvoval Základní školu Zálabí (dnes ZŠ a MŠ Josefa Gočára) a Základní školu na Třídě SNP. Následně studoval na Gymnáziu J. K. Tyla, maturoval roku 2006. Pregraduální vzdělání získal na Univerzitě Hradec Králové, kde studoval Učitelství pro střední školy (v kombinaci český jazyk – dějepis) a Sbormistrovství chrámové hudby (ve třídě Františka Vaníčka). Doktorské studium absolvoval na Katolické teologické fakultě Univerzity Karlovy v Praze (školitel Tomáš Petráček), obhájil disertační práci, kritický životopis politika Františka Reyla (2016).

### Profesní působení
V roce 2010 nastoupil na částečný úvazek jako učitel dějepisu na Biskupské gymnázium Bohuslava Balbína v Hradci Králové. O rok později zde působil již na plný úvazek, založil školní sbor Squadra Risonante. Roku 2017 stál u zrodu církevní základní umělecké školy v Hradci Králové (součást biskupského gymnázia), kterou rok řídil z pozice zástupce ředitele. V roce 2018 byl vybrán v konkurzním řízení na pozici ředitele Gymnázia J. K. Tyla. Jím byl do 1. dubna 2024, kdy jej na zbylou dobu vykonávání veřejných funkcí nahradil jeho dosavadní zástupce RNDr. Tomáš Měkota.

### Politické působení
V komunálních volbách v roce 2018 neúspěšně kandidoval do zastupitelstva Hradce Králové ze 14. místa kandidátky subjektu „TOP 09 s podporou Liberálně ekologické strany, Koruny České (monarchistické strany Čech, Moravy a Slezska) a NK“.
Matěj Havel je členem TOP 09 v Hradci Králové. V roce 2020 kandidoval ve volbách do krajského zastupitelstva za koalici Spojenci pro Královéhradecký kraj, tedy koalici TOP 09, HDK a LES. Ze 7. místa na kandidátce se stal díky preferenčním hlasům prvním náhradníkem na post zastupitele Královéhradeckého kraje.
Ve volbách do Poslanecké sněmovny PČR v roce 2021 ho krajská TOP 09 postavila jako svého lídra na kandidátce koalice SPOLU (tj. ODS, KDU-ČSL a TOP 09), kde kandidoval na 4. místě. Matěj Havel získal 10 858 preferenčních hlasů, dostal se v pořadí na první místo a stal se poslancem.
V Poslanecké sněmovně se věnuje legislativě týkající se zejména školství jako člen a od července 2024 jako předseda Výboru pro vědu, vzdělání, kulturu, mládež a tělovýchovu. Zároveň je M. O. Havel předsedou Podvýboru pro heraldiku a vexilologii, který má na starosti udílení znaků a vlajek obcím, městysům a městům v České republice.
V komunálních volbách v roce 2022 neúspěšně kandidoval do zastupitelstva Hradce Králové z posledního 37. místa kandidátky subjektu „Hradecký demokratický klub a TOP 09 s podporou Hradeckých patriotů a LES“.
V listopadu 2023 byl na sněmu TOP 09 zvolen do funkce místopředsedy strany. V krajských volbách v září 2024 kandidoval do Zastupitelstva Královéhradeckého kraje jako dvojka na kandidátce TOP 09, STAN, LES a HDK. Byl zvolen krajským zastupitelem, obdržel nejvíce preferenčních hlasů z kandidátky.
Ve volbách do Poslanecké sněmovny PČR v roce 2025 je z pozice člena TOP 09 lídrem koalice SPOLU (tj. ODS, KDU-ČSL a TOP 09) v Královéhradeckém kraji.

## Publikace
- HAVEL, Matěj Ondřej. Myšlenkové základy a historie skautingu. Autorita a styly vedení. Rituály a symbolika. In: Vůdcovská zkouška jinak. Praha: Junák – český skaut, Pardubický kraj, 2018, s. 15–24, 47–52, 101–105.
- HAVEL, Matěj. František Reyl – kněz, vědec, politik. Adalbert: měsíčník královéhradecké diecéze. 2017, 27(11), 25. ISSN 2570-7531.
- HAVEL, Matěj. František Reyl: kněz, vědec, politik. Červený Kostelec: Pavel Mervart, 2016, 225 s. ISBN 9788074652509.
- HAVEL, Matěj Ondřej. Nástin dějin studentského semináře Borromaeum v Hradci Králové. In: POLEHLA, Petr (ed.). 350 let královéhradecké diecéze. 1. Červený Kostelec: Pavel Mervart, 2015, s. 263–273. ISBN 9788074651601.
- HAVEL, Matěj Ondřej. Plánování a příprava programu. Hry – jejich význam a zařazení do programu. Metodika slibu a zákona. In: ČERNOHORSKÝ, Vojtěch. Metodika pro oddílovou praxi. Praha: Junák – český skaut, Tiskové a distribuční centrum, 2015, 56–64, 90–94, 116–121. ISBN 9788075010766.
- HAVEL, Matěj Ondřej. Tomáš Petráček. Sekularizace a katolicismus v českých zemích: specifické rysy české cesty od lidové církve k nejateističtější zemi světa. Recenze. Acta Universitatis Carolinae Theologica. 2015, 5(1), 158–160.
- HAVEL, Matěj Ondřej. Královéhradecká katedrální kapitula mezi léty 1900–2000. Hradec Králové, 2011. 89 s. Diplomová práce. Pedagogická fakulta Univerzity Hradec Králové.